# Waihi (rivière)
La rivière Waihi  (en anglais : Waihi River) est un cours d’eau situé au sud de la région de la Canterbury dans l’Île du Sud  de la Nouvelle-Zélande.

## Géographie
Elle s’écoule vers le sud-est de sa source dans la chaîne des ‘Four Peaks Range’, s’écoulant à travers la ville de Geraldine pour atteindre le fleuve  Opihi près de la ville de Temuka.
(en) Land Information New Zealand, « détail emplacement: Waihi (rivière) », sur New Zealand Gazetteer